# Galeopsomyia scadius
Galeopsomyia scadius är en stekelart som först beskrevs av Walker 1843.  Galeopsomyia scadius ingår i släktet Galeopsomyia och familjen finglanssteklar. Inga underarter finns listade i Catalogue of Life.